# Buda (okręg Botoszany)
Buda – wieś w Rumunii, w okręgu Botoszany, w gminie Coșula. W 2011 roku liczyła 316 mieszkańców.